# Potiond, Harghita
Potiond (maghiară Pottyond) este un sat în comuna Ciucsângeorgiu din județul Harghita, Transilvania, România. Se află în partea de sud-est a județului, în Munții Ciucului.